# WTA Tour Championships 2011
WTA Tour Championships 2011, známý také jako Turnaj mistryň či se jménem sponzora TEB BNP Paribas WTA Championships byl jeden ze dvou závěrečných tenisových turnajů ženské profesionální sezóny 2011 pro osm nejvýše postavených žen ve dvouhře a čtyři nejlepší páry ve čtyřhře na žebříčku WTA Race.
Konal se ve dnech 25.–30. října, poprvé v tureckém Istanbulu. Hrál se v hale Sinan Erdem Dome na tvrdém povrchu. Celkové odměny činily 4 900 000 dolarů.
Obhájkyně singlového titulu Kim Clijstersová, která velkou část sezóny absentovala, se na událost nekvalifikovala a pro poranění břišního svalstva již dříve předčasně ukončila sezónu. Obhájkyně vítězství ve čtyřhře, argentinsko-italský pár Gisela Dulková a Flavia Pennettaová, postoupily do turnaje z třetího místa.
Dvouhru vyhrála při premiérovém startu Češka Petra Kvitová s celkovým poměrem zápasů v sezóně 2011 odehraných v hale 19–0 a převzala pohár Billie Jean Kingové. Čtyřhru vyhrál druhý nasazený americký pár Liezel Huberová a Lisa Raymondová. U Huberové se jednalo o třetí a u Raymondové čtvrtý titul.
Tenistky společně s hlavními sponzory TEB a bankovním domem BNP Paribas věnovaly tureckému Červenému půlměsíci 250 000 dolarů na podporu rodin obětí ničivého zemětřesení, které v zemi proběhlo před zahájením turnaje. Na připomínku této tragédie hrály po celý turnaj všechny tenistky s černou stuhou.

## Turnaj
Istanbulská aréna Sinan Erdem Dome hostila mezi 25.–30. říjnem 2011 čtyřicátý první ročník turnaje mistryň ve dvouhře a třicátý šestý ve čtyřhře. Událost organizovala Ženská tenisová asociace (WTA) jako součást okruhu WTA Tour 2011. Jednalo se o větší ze dvou závěrečných turnajů sezóny, menším pak je Tournament of Champions hraný v následujícím týdnu po turnaji mistryň, jenž je určen pro nejlepší hráčky okruhu, a to podle specifických kritérií, nezúčastněné na této události.

### Formát
Soutěže dvouhry se účastnilo osm hráček, z nichž každá odehrála tři vzájemné zápasy v jedné ze dvou čtyřčlenných základních skupin – červené a bílé. První dvě tenistky z každé skupiny postoupily do semifinále, které bylo hráno vyřazovacím systémem pavouka. První z bílé skupiny se utkala s druhou z červené skupiny a naopak. Vítězky semifinále pak hrály finále.
V soutěži čtyřhry nastoupily čtyři páry, jež hrály přímo vyřazovacím systémem pavouka semifinále, vítězky pak finále.

#### Kritéria pořadí v základní skupině
Konečné pořadí v základní skupině se řídilo podle následujících priorit:
1. největší počet vyhraných utkání
2. největší počet odehraných utkání; nebo
3. pokud měly dvě hráčky stejný počet výher, pak rozhodlo jejich vzájemné utkání; pokud měly tři hráčky stejný počet výher, pak:

a) tenistka, která odehrála méně než tři utkání byla automaticky vyřazena a dále postoupila hráčka, jež vyhrála vzájemný zápas mezi dvěma zbývajícími; nebo
b) dalším kritériem bylo nejvyšší procento vyhraných setů; nebo
c) dalším kritériem bylo nejvyšší procento vyhraných her.

## Finanční odměny a body

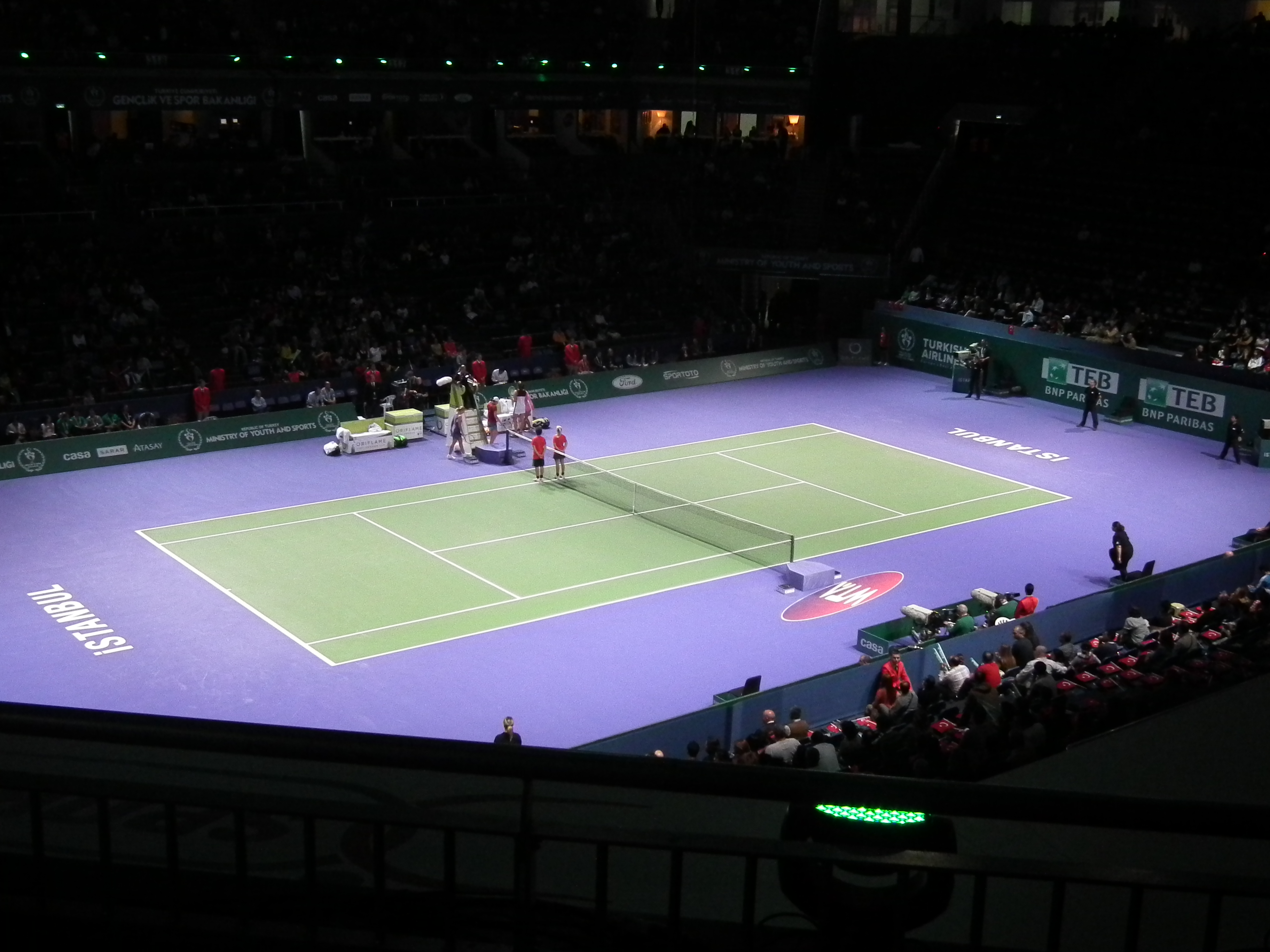
Tenisový dvorec v Sinan Erdem Dome

Celkový rozpočet turnaje činil 4,9 miliónu dolarů.
| Fáze                       | Dvouhra          | Čtyřhra  | Body1     |
| -------------------------- | ---------------- | -------- | --------- |
| Vítězka                    | ZS2 + $1 295 000 | $375 000 | ZS2 + 810 |
| Finalistka                 | ZS2 + $435 000   | $187 500 | ZS2 + 360 |
| Semifinalistka             | ZS2 + $35 000    | $93 750  | ZS2       |
| Základní skupina (3 výhry) | $455 000         | -        | 690       |
| Základní skupina (2 výhry) | $340 000         | –        | 530       |
| Základní skupina (1 výhra) | $225 000         | –        | 370       |
| Základní skupina (0 výher) | $110 000         | –        | 210       |
| Náhradnice                 | $50 000          | –        |           |

- 1 za každý odehraný zápas získala hráčka automaticky 70 bodů do žebříčku a za každé vítězství dále navíc 160 bodů.
- 2 ZS znamená celkové finanční odměny či body obdržené v základní skupině. ZS pro čtyřhru činily 690 bodů (ty jsou uděleny prohraným semifinalistkám).

## Ženská dvouhra

### Nasazení hráček

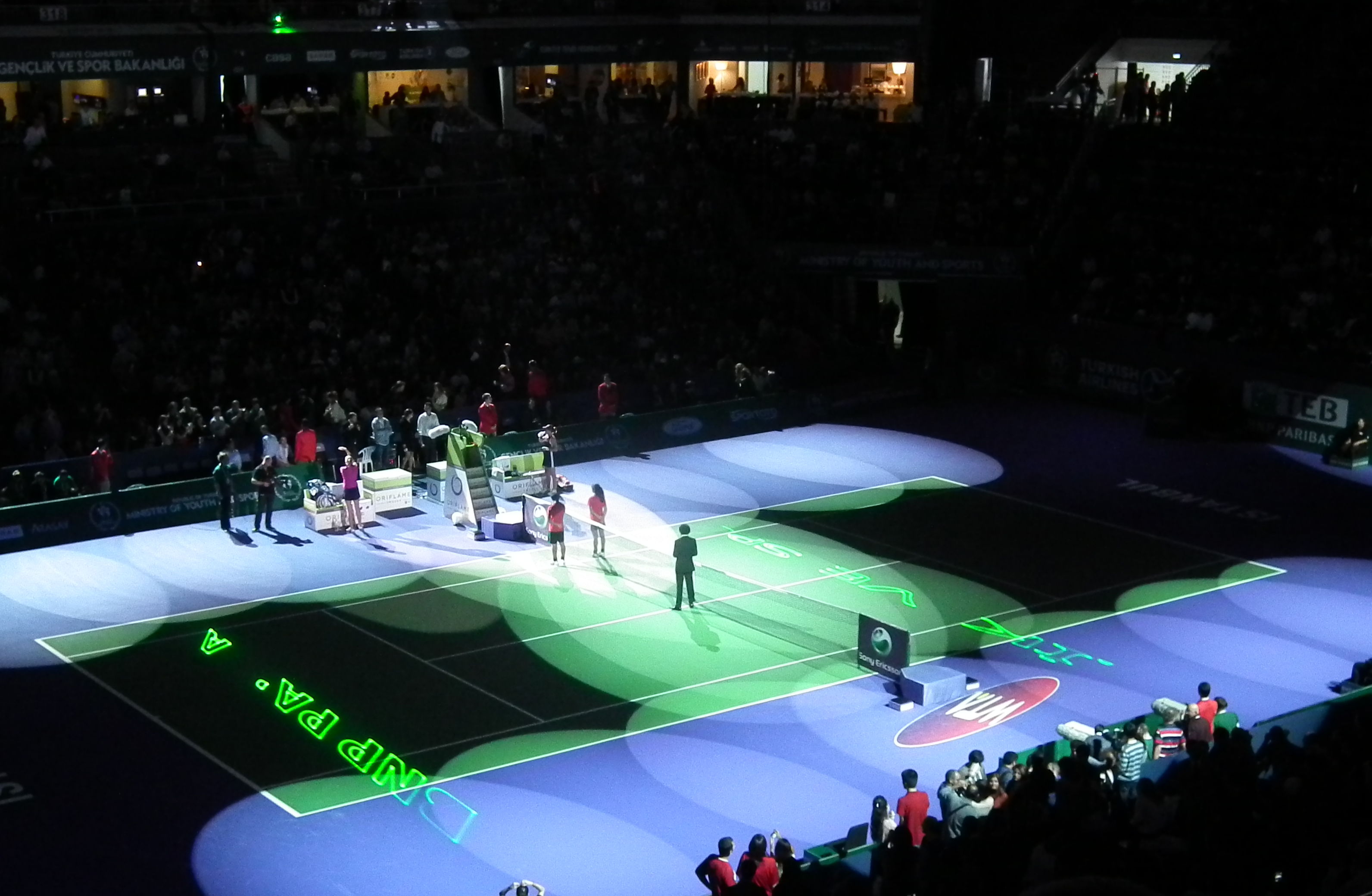
Zahájení sobotního semifinále: Kvitová–Stosurová

| Pořadí | Hráčka              | Body  | Turnajů | Kvalifikována |
| ------ | ------------------- | ----- | ------- | ------------- |
| 1.     | Caroline Wozniacká  | 7 395 | 21      | 5. září       |
| 2.     | Maria Šarapovová    | 6 370 | 14      | 5. září       |
| 3.     | Petra Kvitová       | 5 970 | 18      | 1. října      |
| 4.     | Viktoria Azarenková | 5 750 | 19      | 1. října      |
| 5.     | Li Na               | 5 351 | 17      | 5. října      |
| 6.     | Věra Zvonarevová    | 5 190 | 20      | 9. října      |
| 7.     | Samantha Stosurová  | 5 115 | 20      | 9. října      |
| 8.     | Agnieszka Radwańská | 4 940 | 19      | 21. října     |

### Hráčky
Prvními dvěma tenistkami kvalifikovanými na turnaj se 5. září staly Caroline Wozniacká a Maria Šarapovová.

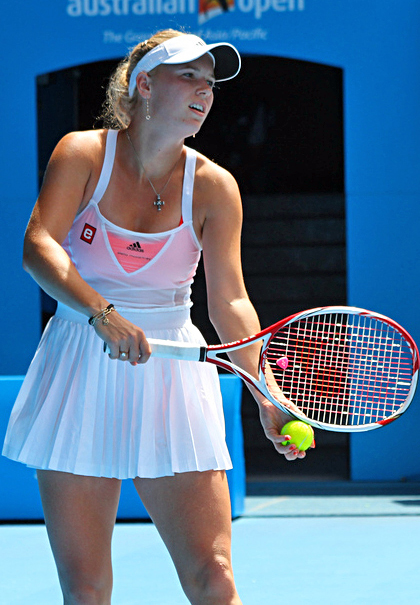
Caroline Wozniacká – světová jednička s poměrem 62 výher a 15 proher v sezóně 2011

Caroline Wozniacká v předchozí části sezóny 2011 získala šest titulů ve dvouhře, nejvíce ze všech tenistek. Rok začala prohrou na Medibank International Sydney s Dominikou Cibulkovou. Následně se probojovala do tří za sebou jdoucích finále, a to na turnajích Dubai Tennis Championships, kde ve finále zdolala Světlanu Kuzněcovovu 6–1, 6–3, dále pak ve finále Qatar Ladies Open nestačila na Věru Zvonarevovou po setech 4–6, 4–6 a konečně v boji o titul v Indian Wells přehrála Marion Bartoliovou 6–1, 2–6, 6–3.
Třetí titul sezóny vyhrála na Family Circle Cupu, kde porazila nenasazenou Rusku Jelenu Vesninovou 6–2, 6–3 ve finále. S Němkou Julií Görgeosovou prohrála v boji o titul 6–7(3–7), 3–6 na události Porsche Tennis Grand Prix. Čtvrtou výhru zaznamenala na úvodním ročníku Brussels Open, po třísetové finálové bitvě s Číňankou Šuaj Pchengovou 2–6, 6–3, 6–3. Pátý vavřín si odvezla z domácího dánského turnaje e-Boks Sony Ericsson Open, když ve finále porazila Lucii Šafářovou 6–1, 6–4. V letní části okruhu prohrála tři zápasy v řadě. Poté v srpnu získala poslední šesté vítězství sezóny a čtvrtý turnajový titul v řadě na americkém New Haven Open at Yale, kde si ve finále poradila s kvalifikantkou Petrou Cetkovskou 6–4, 6–1.
Na grandslamech postoupila do dvou semifinále, konkrétně na úvodním Australian Open, a pak také na US Open. V prvním případě nestačila na Na Liovou 3–6, 7–5, 6–3, aniž proměnila mečbol a ve druhém případě na Serenu Williamsovou po prohře 6–2, 6–4. Na French Open nepřešla přes třetí kolo, když podlehla Daniele Hantuchové 6–1, 6–3 a ve Wimbledonu ji vyřadila v osmifinále další Slovenka Dominika Cibulková 1–6, 7–6(7–5), 7–5.
Turnaje mistryň se účastnila potřetí, nejlepšího výsledku dosáhla v roce 2010, když odešla jako poražená finalistka.

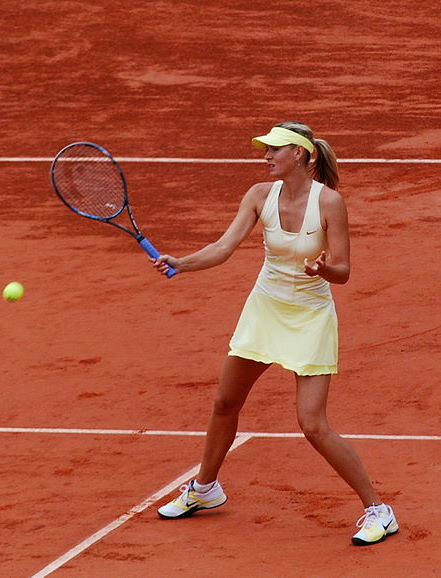
Maria Šarapovová se kvalifikovala popáté

Maria Šarapovová během sezóny získala dva tituly v kategorii Premier 5. První z nich vyhrála na antukovém mezinárodním mistrovství Itálie, když v semifinále přešla přes světovou jedničku Caroline Wozniackou 7–5, 6–3 a ve finále triumfovala nad šestou nasazenou Samanthou Stosurovou 6–2, 6–4. Druhý titul si připsala na Western & Southern Open, kde v nejdelším finálovém zápase celé ženské sezóny, trvajícím dvě hodiny a čtyřicet devět minut, přehrála bývalou první hráčku světa Jelenu Jankovićovou 4–6, 7–6(7–3), 6–3.
Do finále, která prohrála, se dostala na dalších turnajích, a to Sony Ericsson Open, kde nestačila na Viktorii Azarenkovou 1–6, 4–6 a poté byla na grandslamu ve Wimbledonu poražena Češkou Petrou Kvitovou 3–6, 4–6. Jednalo se o její první grandslamové finále od jejího triumfu na Australian Open 2008.
Na dalších grandslamech se probojovala do semifinále French Open, v němž nestačila na vítězku turnaje Číňanku Na Liovou 4–6, 5–7. Na Australian Open vypadla v osmifinále s Němkou Andreou Petkovicovou po setech 2–6, 3–6 a na US Open sakončila již ve třetím kole na raketě Flavie Pennettaové 3–6, 6–3, 4–6.
Na turnaj mistryň se kvalifikovala popáté, poprvé však od roku 2007. Ve všech předchozích účastech nikdy nevypadla před semifinále. Nejlepším výsledkem je vítězství během debutového startu v roce 2004, když v losangeleském finále porazila Američanku Serenu Williamsovou.
1. října získaly jistotu účasti Petra Kvitová a Viktoria Azarenková.

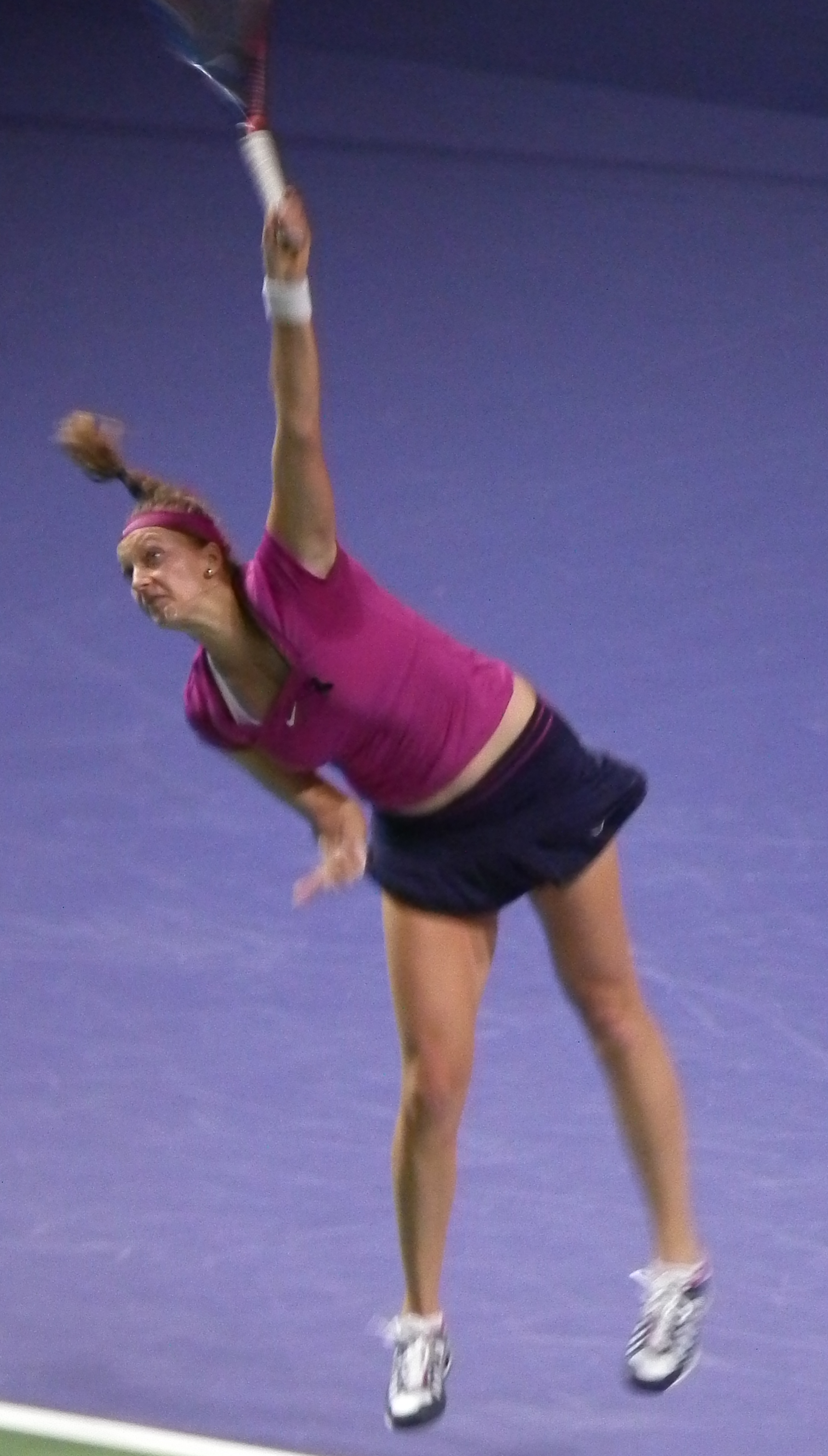
Petra Kvitová se stala první grandslamovou vítězkou narozenou v 90. letech

Petra Kvitová prožila dosud nejlepší tenisovou sezónu, když v ní vyhrála pět titulů. Rok začala ziskem titulu na australském turnaji Brisbane International, po finálové výhře nad Andreou Petkovicovou 6–1, 6–3. Poté postoupila do čtvrtfinále úvodního grandslamu Australian Open, když ve třetím kole porazila domácí pátou nasazenou Samanthu Stosurovou 7–6(7–5), 6–3, aby mezi posledními osmi podlehla Věře Zvonarevové 2–6, 4–6. Následně si připsala druhý triumf z pařížského Open GDF Suez, v němž ve finále zdolala Kim Clijstersovou 6–4, 6–3. V další části sezóny prohrála čtyři z pěti utkání, než dokázala vyhrát třetí událost roku Mutua Madrileña Madrid Open po finálové výhře nad Běloruskou Viktorií Azarenkovou 7–6(7–3), 6–4.
Na druhém grandslamu roku French Open ji ve čtvrtém kole vyřadila příští šampiónka turnaje Na Liová ve třech setech 2–6, 6–1, 6–3. Finálové účasti pak dosáhla na travnaté přípravě Wimbledonu, turnaji AEGON International, kde podlehla Marion Bartoliové 1–6, 6–4, 5–7. Nejvýznamnější titul kariéry přišel na nejslavnějším turnaji světa ve Wimbledonu, kde z pozice turnajové osmičky přehrála ve finále Rusku a pátou nasazenou Marii Šarapovovou 6–3, 6–4.
Po následné měsíční odmlce se na dvorce vrátila na amerických betonech, kde dvakrát v řadě nestačila v úvodním zápase turnaje na Němku Andreu Petkovicovou. Na posledním grandslamu sezóny US Open zaznamenala primát, když se stala první úřadující wimbledonskou vítězkou, která zde vypadla již v úvodním kole poté, co nestačila na Rumunku Alexandru Dulgheruovou 7–6(7–3), 6–3. V polovině října si připsala pátý titul sezóny na turnaji v rakouském Linci, po finálové výhře nad Dominikou Cibulkovou 6–4, 6–1.
Turnaje mistryň se účastnila poprvé. Jednalo se o první českou tenistku v soutěži dvouhry od roku 1998, kdy na turnaji startovala Jana Novotná.

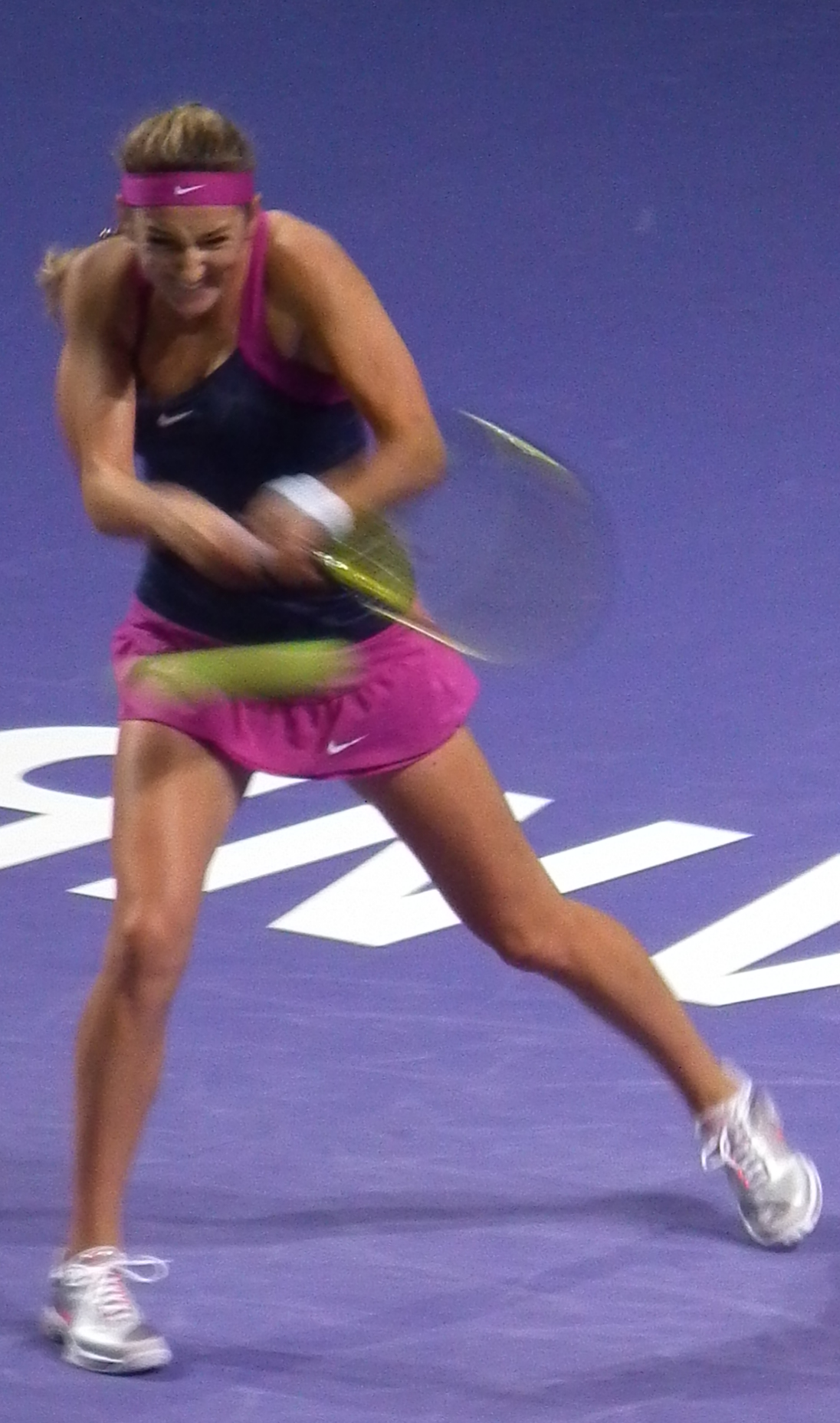
Viktoria Azarenková dosáhla nejvýše na 3. místo žebříčku

Viktoria Azarenková během předchozí sezóny vyhrála tři tituly. Celkově druhé vítězství zaznamenala na Sony Ericsson Open po finálovém triumfu nad Ruskou Marií Šarapovou 6–1, 6–4, když v předchozích kolech přešla přes světovou dvojku Kim Clijstersovou a také trojku Věru Zvonarevovou. Následující týden si připsala první antukový titul, a to na Andalucia Tennis Experience, když ve finále porazila Irinu-Camelii Beguovou 6–3, 6–2.
V týdnu předcházejícím turnaji mistryň vyhrála BGL Luxembourg Open, když ve finále porazila Rumunku Monicu Niculescuovou 6–2, 6–2. Finálové účasti dosáhla také na madridském Mutua Madrileña Madrid Open, v němž ve finále nestačila na Petru Kvitovou 7–6(7–3), 6–4. Do prvního grandslamového semifinále se probojovala ve Wimbledonu, ale opět prohrála s příští vítězkou Kvitovou 6–1, 3–6, 6–2.
Na úvodním grandslamu Australian Open podlehla v osmifinále, ve čtvrtfinále pak vypadla na French Open, vždy s Na Liovou a konečně účast na US Open zakončila ve třetím kole porážkou od navrátivší se Sereny Williamsové 6–1, 7–6(7–5).
Na turnaji mistryň startovala potřetí za sebou.

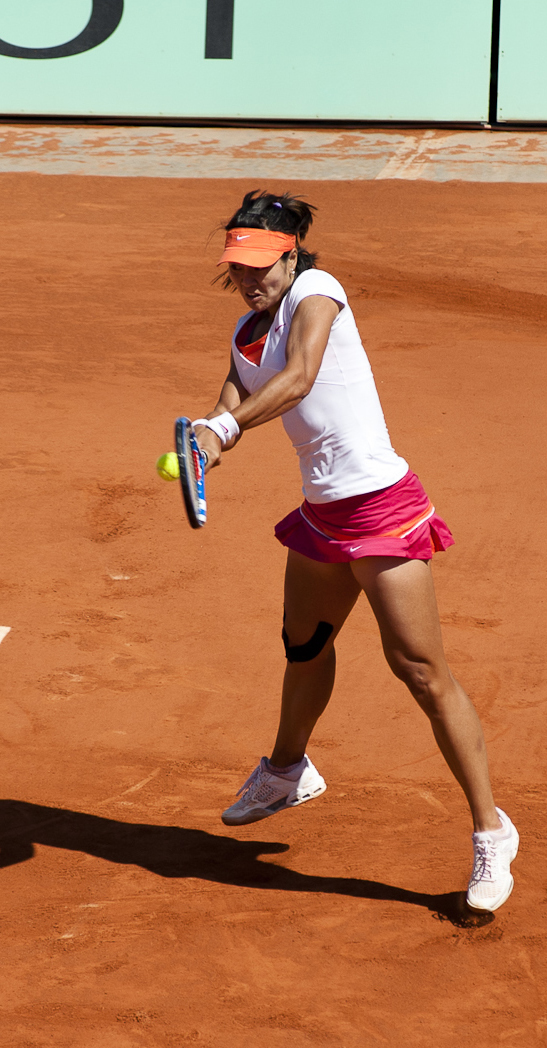
Li Na se stala prvním Asiatem, který vyhrál turnaj Grand Slamu ve dvouhře

Li Na se na turnaj kvalifikovala jako pátá hráčka 5. října.
Li Na zaznamenala úspěšnou, ale nevyrovnanou sezónu. Rok začala vítězstvím na turnaji v Sydney po finálovém triumfu nad Kim Clijstersovou 7–6(3), 6–3. Poté se probojovala jako první Číňan do finále singlu na grandslamu, a to na Australian Open, po semifinálové výhře nad světovou jedničkou Caroline Wozniackou. V boji o titul podlehla světové dvojce Kim Clijstersové 6–3, 3–6, 3–6. Následně však prohrála čtyři zápasy v řadě, než dosáhla dobrých výkonů na antukové části okruhu v Evropě.
Do semifinále se probojovala na Mutua Madrileña Madrid Open a také na mezinárodním mistrovství Itálie, v němž nestačila na Stosurovou. Největšího úspěchu dosavadní kariéry zaznamenala na druhém grandslamu sezóny French Open, když ve finále přehrála italskou obhájkyni titulu Francescu Schiavoneovou 6–4, 7–6(7–0) a stala se tak prvním Asiatem vůbec, jenž vyhrál dvouhru Grand Slamu.
Nicméně po zbytek sezóny prezentovala nevyrovnané výkony se zápasovou bilancí pět výher a sedm porážek. Ve Wimbledonu nepřekročila druhé kolo, když nestačila na Němku Sabine Lisickou 6–3, 4–6, 6–8 a na US Open odešla poražená v úvodní fázi turnaje. S Rumunkou Simonou Halepovou prohrála po setech 6–2, 7–5.
Na turnaji mistryň debutovala. V předcházejícím ročníku byla v pozici náhradnice.

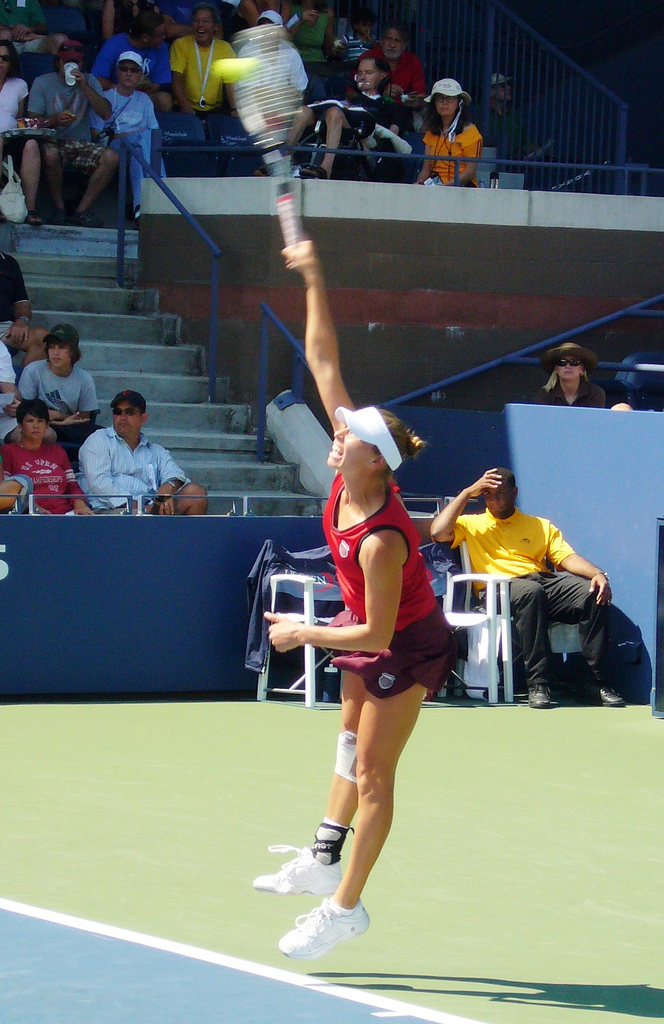
Věra Zvonarevová – semifinalistka Australian Open

9. října se do startovní listiny zapsala druhá Ruska Věra Zvonarevová a také Australanka Samantha Stosurová.
Věra Zvonarevová nezopakovala svou nejúspěšnější sezónu z roku 2010, přesto na okruhu získala dva tituly. První z nich si připsala po více než ročním čekání na Qatar Ladies Open, když ve finále porazila světovou jedničku Caroline Wozniackou 6–4, 6–4. Druhý turnajový triumf vyhrála na úvodním ročníku ázerbájdžánského Baku Cupu, po finálové výhře nad krajankou Xenií Pervakovou 6–1, 6–4. Na dalších dvou událostech prošla do finále. Jednalo se o Mercury Insurance Open a Toray Pan Pacific Open, na nichž vždy v boji o titul nestačila na Polku Agnieszku Radwańskou, v prvním utkání 6–3, 6–4 a v druhém pak 6–3, 6–2.
Na grandslamech docílila nejlepšího výkonu na úvodním Australian Open, kde postoupila do semifinále. Tam podlehla Kim Clijstersové 6–3, 6–3. Ve čtvrtfinále skončila na US Open, a to na raketě vítězky turnaje Samanthy Stosurové 6–3, 6–3. Konečným kolem bylo čtvrté dějství na antukovém French Open, kde nestačila na krajanku Anastasii Pavljučenkovovou po setech 7–6(7–4), 2–6, 6–2. Ve Wimbledonu ji ve třetím kole vyřadila Bulharka Cvetana Pironkovová 6–2, 6–3.
Na turnaji mistryň startovala popáté. Nejlepšího výsledku dosáhla v roce 2008 finálovou účastí.

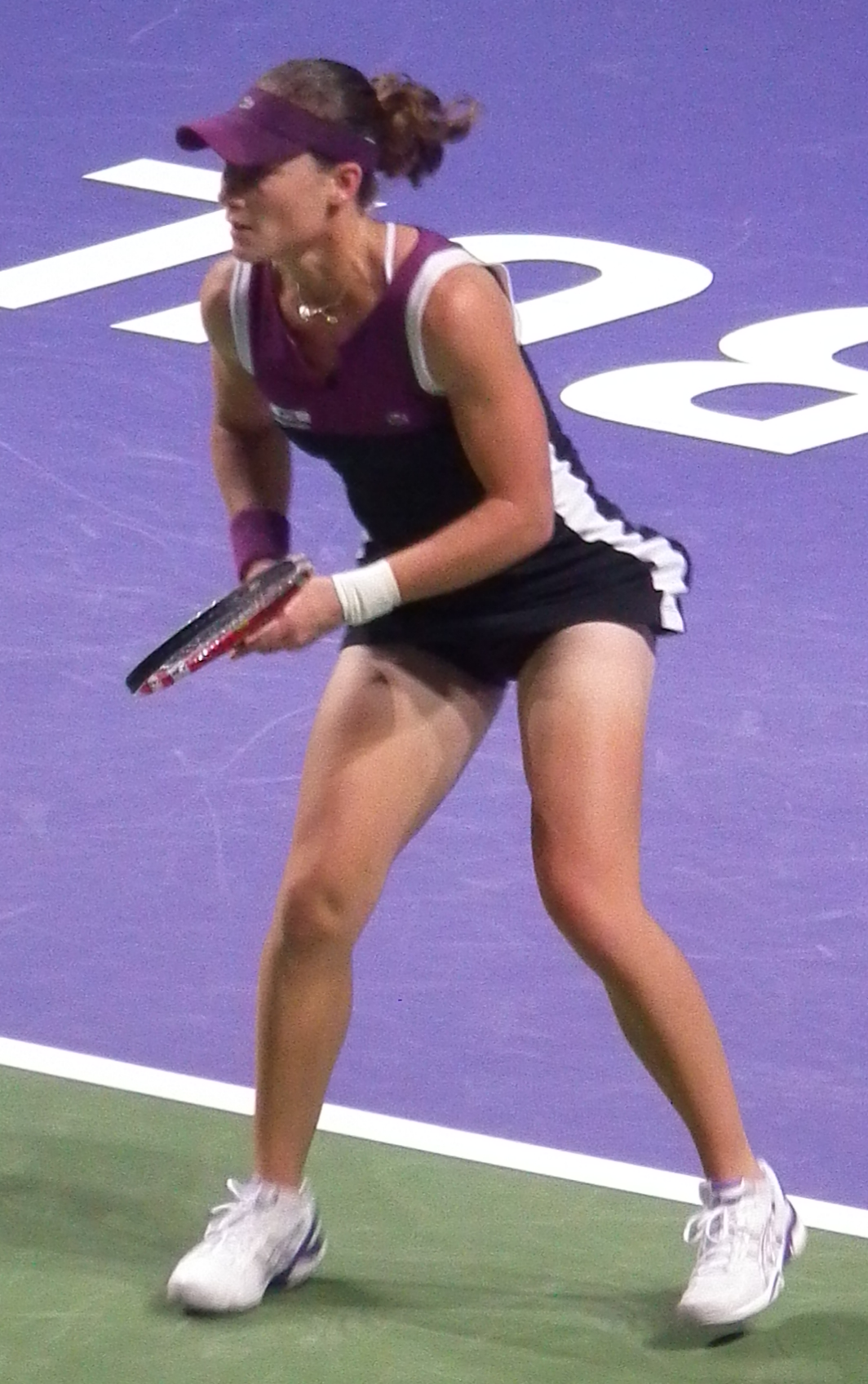
Samantha Stosurová vyhrála svůj první grandslam – US Open

Samantha Stosurová neměla výraznou úvodní část sezóny, v níž se neprobojovala do semifinále až do dubnového turnaje Porsche Tennis Grand Prix. Posléze si zahrála finále mezinárodního mistrovství Itálie, v němž podlehla Marii Šarapovové 6–2, 6–4, přestože v předchozím průběhu turnaje neztratila ani jednu sadu. Druhého finále sezóny dosáhla na Canada Masters, v němž ji porazila Serena Williamsová 6–4, 6–2.
V září získala první grandslamový titul, když triumfovala na US Open poté, co ve finále vrátila porážku favorizované trojnásobné šampiónce turnaje Sereně Williamsové, když vyhrála 6–2, 6–3. Stala se tak první Australankou, která zvítězila v singlu grandslamu od triumfu Evonne Goolagongové Cawleyové ve Wimbledonu 1980. Finále si zahrála ještě na HP Open, kde ve finále podlehla Marion Bartoliové 6–3, 6–1.
Na Australian Open nepřešla přes třetí kolo, kde ji vyřadila Petra Kvitová 7–6(7–5), 6–3. Stejná fáze turnaje se pro ni stala konečnou na French Open, kde nestačila na tehdejší světovou jedničku ve čtyřhře Giselu Dulkovou 6–4, 1–6, 6–3 a z Wimbledonu odešla poražená již v úvodním kole od 262. hráčky světa Melindy Czinkové 6–3, 6–4.
Turnaje mistryň se účastnila podruhé. V roce 2010 vypadla v semifinále.
Agnieszka Radwańská získala jistotu účasti jako poslední z osmi tenistek až 21. října poté, co ve čtvrtfinále moskevského Kremlin Cupu odstoupila její největší konkurentka o účast Marion Bartoliová.
Agnieszka Radwańská se v předešlé části sezóny probojovala do třech finále, a ve všech zvítězila, proměnila je ve tři tituly. První triumf zaznamenala na Mercury Insurance Open, kde si ve finále poradila s nejvýše nasazenou Věrou Zvonarevovou 6–3, 6–4. V asijské části okruhu si pak připsala dva zbylé tituly. Nejdříve na japonském Toray Pan Pacific Open, když si zopakovala finálovou výhru se Zvonarevovou po setech 6–3, 6–2 a poté zvítězila na nejvýznamnější události dosavadní kariéry – China Openu, když ve finále přehrála Andreu Petkovicovou 7–5, 0–6, 6–4.
Na grandslamech se probojovala do celkově čtvrtého čtvrtfinále na Australian Open, v němž ji porazila vítězka turnaje Kim Clijstersová 6–3, 7–6(7–4). S Marií Šarapovovou vypadla v osmifinále French Open po setech 7–6(7–4), 7–5. Ve zbylých grandslamových turnajích nepřešla druhé kolo – ve Wimbledonu nestačila na Petru Cetkovskou 3–6, 7–6(7–5), 6–4 a na US Open pak podlehla překvapení turnaje, pozdější semifinalistce Angelique Kerberové 6–3, 4–6, 6–3.
Turnaje mistryň se účastnila potřetí, když v letech 2008 a 2009 působila jako náhradnice.
První nahradnicí turnaje mistryň je Francouzka Marion Bartoliová, která v sezóně dosáhla na pět finálových utkání. Při debutovém finále kategorie Premier Mandatory na BNP Paribas Open prohrála s Caroline Wozniackou 6–1, 2–6, 6–3. V dalším boji o titul nestačila ve štrasburském turnaji na Andreu Petkovicovou, když skrečovala ve druhé sadě za stavu 6–4, 1–0.
Debutový titul sezóny a první od roku 2009 získala na trávě AEGON International po finálové výhře nad Petrou Kvitovou 6–1, 4–6, 7–5. Ve Wimbledonu došla do čtvrtfinále, v němž podlehla Sabine Lisické 6–4, 6–7(4–7), 6–1, přestože předtím vyřadila obhájkyni Serenu Williamsovou. S touto Američankou naopak prohrála ve finále Bank of the West Classic. Druhý turnajový triumf vyhrála na japonském HP Open po finálovém vítězství nad Samanthou Stosurovou 6–3, 6–1.
Do svého druhého grandslamového semifinále došla na domácím French Open.
Do turnaje zasáhla jedním zápasem v bílé skupině po odstoupení Marie Šarapovové, která si poranila levý kotník.
Druhou náhradnicí turnaje mistryň je Němka Andrea Petkovicová, která prožila nejlepší sezónu kariéry, když se poprvé posunula mezi nejlepších deset hráček žebříčku WTA. Jediný titul získala na Internationaux de Strasbourg po finálové výhře nad Bartoliovou. Dále si připsala dvě finálové účasti, a to na Brisbane International, kde v boji o titul podlehla Petře Kvitové 6–1, 6–3 a na China Open, na němž ji v rozhodujícím utkání přehrála Agnieszka Radwańská 7–5, 0–6, 6–4.
Na třech grandslamech, kromě Wimbledonu, dosáhla čtvrtfinálové účasti.

### Předešlý poměr vzájemných zápasů
Tabulka uvádí poměr vzájemných zápasů hráček před turnajem mistryň.
|    |                     | Wozniacká | Šarapova | Kvitová | Azarenka | Liová | Zvonareva | Stosur | Radwańská | Celkem | V/P 2011 |
| 1. | Caroline Wozniacká  |           | 2–3      | 3–1     | 4–2      | 1–3   | 4–4       | 2–3    | 4–1       | 20–17  | 62–15    |
| 2. | Maria Šarapovová    | 3–2       |          | 1–2     | 3–3      | 5–3   | 7–3       | 9–0    | 7–1       | 35–14  | 43–12    |
| 3. | Petra Kvitová       | 1–3       | 2–1      |         | 3–2      | 1–1   | 2–3       | 2–0    | 2–0       | 13–10  | 53–13    |
| 4. | Viktoria Azarenková | 2–4       | 3–3      | 2–3     |          | 1–4   | 3–6       | 4–0    | 5–3       | 20–23  | 52–15    |
| 5. | Li Na               | 3–1       | 3–5      | 1–1     | 4–1      |       | 3–4       | 0–5    | 2–2       | 16–19  | 31–15    |
| 6. | Věra Zvonarevová    | 4–4       | 3–7      | 3–2     | 6–3      | 4–3   |           | 2–8    | 2–3       | 24–30  | 55–19    |
| 7. | Samantha Stosurová  | 3–2       | 0–9      | 0–2     | 0–4      | 5–0   | 8–2       |        | 2–1       | 18–20  | 43–21    |
| 8. | Agnieszka Radwańská | 1–4       | 1–7      | 0–2     | 3–5      | 2–2   | 3–2       | 1–2    |           | 11–24  | 45–16    |

- V/P 2011 = počet vítězných utkání (V) – prohraných utkání (P) v sezóně 2011

## Ženská čtyřhra

### Nasazení dvojic
| Poř. | Dvojice                                | Kval. bodů1) | Body  | Turnajů | Kvalifikovány |
| ---- | -------------------------------------- | ------------ | ----- | ------- | ------------- |
| 1.   | Květa Peschkeová Katarina Srebotniková | 8 291        | 9 291 | 19      | 5. září       |
| 2.   | Liezel Huberová Lisa Raymondová        | 6 423        | 6 773 | 15      | 1. října      |
| 3.   | Gisela Dulková Flavia Pennettaová      | 5 706        | 5 776 | 13      | 11. října     |
| 4.   | Vania Kingová Jaroslava Švedovová      | 5 730        | 5 730 | 11      | 16. října     |

- 1) – bodový zisk dvojice, který jí zajistil postup na turnaj mistryň

### Dvojice
Prvním párem kvalifikovaným na turnaj mistryň se 5. září stala česko-slovinská dvojice Květa Peschkeová a Katarina Srebotniková.
Květa Peschkeová a Katarina Srebotniková pokračovaly v deblové spolupráci také v sezóně 2011, kdy se 4. července poprvé v kariéře staly světovými jedničkami. Během předchozí části sezóny získaly šest titulů.
První titul vyhrály na ASB Classic, když ve finále zdolaly dvojici Sofia Arvidssonová a Marina Erakovićová 6–3, 6–0. Poté přišel triumf na Qatar Ladies Open po finálovém vítězství nad párem Liezel Huberová a Naděžda Petrovová 7–5, 6–7(2–7), [10–8]. Třetí titul si připsaly na AEGON International po finálové výhře Huberovou a Raymondovou 6–3, 6–0.
Debutový grandslamový vavřín v ženské čtyřhře si připsaly ve Wimbledonu po hladkém průběhu rozhodujícího zápasu o titul proti Sabine Lisické a Samanthě Stosuruvé 6–3, 6–1. Následně triumfovaly na Mercury Insurance Open, když na ně ve finále nestačila americká dvojice Raquel Kopsová-Jonesová a Abigail Spearsová 6–0, 6–2. Poslední šestý titul přišel na události druhé nejvyšší kategorie okruhu China Open, když v boji o titul přehrály bývalé světové jedničky Giselu Dulkovou a Flaviu Pennettaovou 6–3, 6–4.
Kromě toho si zahrály další tři finále, z nichž odešly jako poražené. Jednalo se o Medibank International Sydney, když ve finále podlehly českému páru Iveta Benešová a Barbora Záhlavová-Strýcová, dále na Dubai Tennis Championships nestačily na Huberovou a Martínezovou Sánchezovou a konečně na Mutua Madrileña Madrid Open podlehly dvojici Viktoria Azarenková a Maria Kirilenková. Pár se probojoval do semifinále na Australian Open a ve čtvrtfinále skončil jak na French Open, tak US Open. Srebotniková navíc spolu s Danielem Nestorem získala titul ve smíšené čtyřhře na Australian Open.
1. října se na turnaj mistryň kvalifikovala druhá dvojice Liezel Huberová a Lisa Raymondová.
Liezel Huberová a Lisa Raymondová nenastupovaly společně celou sezónu, když na evropské antukové části začala hrát Huberová s Ruskou Naděždou Petrovovou a Raymondová vytvořila dvojici s Němkou Julií Görgesovou. Obě se jako pár prezentovaly na French Open, kde došly do semifinále a ve Wimbledonu zaznamenaly čtvrtfináulovou účast.
První dvě finále sezóny prohrály, a to na AEGON International s Peschkeovou a Srebotnikovou 6–3, 6–0 a poté na Bank of the West Classic nestačily na Azarenkovou s Kirilenkovou 6–1, 6–3. První jejich společný titul přišel na Canada Masters, a to po finále bez boje, když Azarenková a Kirilenková odstoupily. V září získaly grandslamový titul na US Open po finálové výhře nad obhájkyněmi titulu Vaniou Kingovou a Jaroslavou Švedovovou 4–6, 7–6(7–5), 7–6(7–3). Třetí titul si připsaly na japonském Toray Pan Pacific Open, když v boji o titul zdolaly pár Dulková a Pennettaová až v supertiebreaku třetího setu 7–6(7–4), 0–6, [10–6].
Huberová spolu s Maríí José Martínezovou Sánchezovou navíc vyhrála debla na Dubai Tennis Championships po finálovém vítězství nad dvojicí Peschkeová a Srebotniková 7–6(7–5), 6–3 a s Petrovovou odešla jako poražená finalistka na turnaji Qatar Ladies Open, když v rozhodujícím utkání opět narazily na Peschkeovou a Srebotnikovou.
Gisela Dulková a Flavia Pennettaová získaly jistotu účasti jako třetí v pořadí 11. října.
Gisela Dulková a Flavia Penettaová nezopakovaly svou nejlepší sezónu 2010, v níž získaly šest titulů, vítězství na turnaji mistryň a staly se také světovými jedničkami. V předchozím průběhu sezóny 2011 vyhrály jediný turnaj, jenž ovšem představoval jejich společný nejprestižnější triumf, a to úvodní grandslam Australian Open po finálové výhře nad párem Viktoria Azarenková a Maria Kirilenková 2–6, 7–5, 6–1. Pro obě hráčky se jednalo o debutový grandslam. V části sezóny nemohla dvojice obhajovat body kvůli zranění nohy Dulkové.
Kvalitní výsledky předvedly poté až v poslední asijské fázi okruhu, na které se dvakrát probojovaly do finále. Nejdříve v něm neuspěly na Toray Pan Pacific Open, když podlehly páru Huberová a Raymondová a poté opět prohrály v boji o titul na China Open s Peschkeovou a Srebotnikovou. Na zbývajících grandslamech postoupily do čtvrtfinále na French Open a do třetího kola na US Open.
Pennettaová dosáhla spolu s Dominikou Cibulkovou finálové účasti na UNICEF Open, kde v boji o titul nestačily české dvojici Záhlavová-Strýcová a Zakopalová.
Posledním párem, který si zajistil účast na turnaji mistryň se 16. října stala dvojice Vania Kingová a Jaroslava Švedovová. O start do té chvíle soupeřila s bělorusko-ruským párem Viktoria Azarenková a Maria Kirilenková.
Vania Kingová a Jaroslava Švedovová nemohly společně hrát až do turnaje BNP Paribas Open pro zranění kolene Švedovové.
Pár nezopakoval dva grandslamové tituly z předchozí sezóny 2010, když si v roce 2011 zahrál jediné takové finále na US Open, z něhož odešel poražen dvojicí Huberová a Raymondová 6–4, 6–7(5–7), 6–7(3–7).
První titul sezóny získaly na Western & Southern Open, když ve finále porazily 6–4, 3–6, [11–9] pár Natalie Grandinová a Vladimíra Uhlířová. Dále se probojovaly do dvou neúspěšných finále. V prvním z nich na meztinárodním mistrovství Itálie nestačily na Číňanky Šuaj Pchengovou a Ťie Čengovou 2–6, 3–6 a ve druhém pak na HP Open podlehly Asiatkám Dateové Krummové s Čangovou po setech 5–7, 6–3, [9–11].
Švedovová zvítězila společně s Indkou Saniou Mirzaovou na úvodním ročníku washingtonského Citi Open po finálové výhře nad dvojicí Olga Govorcovová a Alla Kudrjavcevová 6–3, 6–3.
Kingová se také probojovala do finále s jinou partnerkou – Němkou Annou-Lenou Grönefeldovou na mexickém Monterrey Open, kde v boji o titul nestačily na Češky Benešovou se Záhlavovou-Strýcovou.

### Předešlý poměr vzájemných zápasů
Tabulka uvádí poměr vzájemných zápasů dvojic před turnajem mistryň.
|                               | Peschke/Srebotnik | Huber/Raymond | Dulko/Pennetta | King/Švedova | Celkem |
| ----------------------------- | ----------------- | ------------- | -------------- | ------------ | ------ |
| K. Peschkeová/K. Srebotniková |                   | 1–0           | 1–4            | 1–2          | 3–6    |
| L. Huberová/L. Raymondová     | 0–1               |               | 2–1            | 1–1          | 3–3    |
| G. Dulková/F. Pennettaová     | 4–1               | 1–2           |                | 2–1          | 7–4    |
| V. Kingová/J. Švedovová       | 2–1               | 1–1           | 1–2            |              | 4–4    |

## Průběh turnaje

### 1. den: 25. října 2011
| Zápasy hrané v Sinan Erdem Dome          | Zápasy hrané v Sinan Erdem Dome | Zápasy hrané v Sinan Erdem Dome | Zápasy hrané v Sinan Erdem Dome |
| Skupina                                  | Vítězky                         | Poražené                        | Výsledek                        |
| ---------------------------------------- | ------------------------------- | ------------------------------- | ------------------------------- |
| Červená skupina                          | Petra Kvitová [3]               | Věra Zvonarevová [6]            | 6–2, 6–4                        |
| Červená skupina                          | Caroline Wozniacká [1]          | Agnieszka Radwańská [8]         | 5–7, 6–2, 6–4                   |
| Bílá skupina                             | Samantha Stosurová [7]          | Maria Šarapovová [2]            | 6–1, 7–5                        |
| 1. zápas začíná v 16:00 SELČ (14:00 UTC) |                                 |                                 |                                 |

### 2. den: 26. října 2011
| Zápasy hrané v Sinan Erdem Dome          | Zápasy hrané v Sinan Erdem Dome | Zápasy hrané v Sinan Erdem Dome | Zápasy hrané v Sinan Erdem Dome |
| Skupina                                  | Vítězky                         | Poražené                        | Výsledek                        |
| ---------------------------------------- | ------------------------------- | ------------------------------- | ------------------------------- |
| Bílá skupina                             | Viktoria Azarenková [4]         | Samantha Stosurová [7]          | 6–2, 6–2                        |
| Bílá skupina                             | Li Na [5]                       | Maria Šarapovová [2]            | 7–6(7–4), 6–4                   |
| Červená skupina                          | Věra Zvonarevová [6]            | Caroline Wozniacká [1]          | 6–2, 4–6, 6–3                   |
| 1. zápas začíná v 16:00 SELČ (14:00 UTC) |                                 |                                 |                                 |

### 3. den: 27. října 2011
| Zápasy hrané v Sinan Erdem Dome          | Zápasy hrané v Sinan Erdem Dome | Zápasy hrané v Sinan Erdem Dome | Zápasy hrané v Sinan Erdem Dome |
| Skupina                                  | Vítězky                         | Poražené                        | Výsledek                        |
| ---------------------------------------- | ------------------------------- | ------------------------------- | ------------------------------- |
| Bílá skupina                             | Viktoria Azarenková [4]         | Li Na [6]                       | 6–2, 6–2                        |
| Červená skupina                          | Petra Kvitová [3]               | Caroline Wozniacká [1]          | 6–4, 6–2                        |
| Červená skupina                          | Agnieszka Radwańská [8]         | Věra Zvonarevová [6]            | 1–6, 6–2, 7–5                   |
| 1. zápas začíná v 16:00 SELČ (14:00 UTC) |                                 |                                 |                                 |

### 4. den: 28. října 2011
| Zápasy hrané v Sinan Erdem Dome          | Zápasy hrané v Sinan Erdem Dome | Zápasy hrané v Sinan Erdem Dome | Zápasy hrané v Sinan Erdem Dome |
| Skupina                                  | Vítězky                         | Poražené                        | Výsledek                        |
| ---------------------------------------- | ------------------------------- | ------------------------------- | ------------------------------- |
| Bílá skupina                             | Samantha Stosurová [7]          | Li Na [5]                       | 6–1, 6–0                        |
| Červená skupina                          | Petra Kvitová [3]               | Agnieszka Radwańská [8]         | 7–6(7–4), 6–3                   |
| Bílá skupina                             | Marion Bartoliová [9]           | Viktoria Azarenková [4]         | 5–7, 6–4, 6–4                   |
| 1. zápas začíná v 16:00 SELČ (14:00 UTC) |                                 |                                 |                                 |

### 5. den: 29. října 2011
| Zápasy hrané v Sinan Erdem Dome                                | Zápasy hrané v Sinan Erdem Dome            | Zápasy hrané v Sinan Erdem Dome       | Zápasy hrané v Sinan Erdem Dome |
| Semifinále                                                     | Vítězky                                    | Poražené                              | Výsledek                        |
| -------------------------------------------------------------- | ------------------------------------------ | ------------------------------------- | ------------------------------- |
| Semifinále                                                     | Květa Peschkeová Katarina Srebotniková [1] | Vania Kingová Jaroslava Švedovová [4] | 6–3, 6–4                        |
| Semifinále                                                     | Petra Kvitová [3]                          | Samantha Stosurová [7]                | 5–7, 6–3, 6–3                   |
| Semifinále                                                     | Viktoria Azarenková [4]                    | Věra Zvonarevová [6]                  | 6–2, 6–3                        |
| Semifinále                                                     | Liezel Huberová Lisa Raymondová [2]        | Gisela Dulková Flavia Pennettaová [3] | 4–6, 6–3, [10–7]                |
| 1. zápas čtyřhry od 12:00 SELČ, 1. zápas dvouhry od 14:00 SELČ |                                            |                                       |                                 |

### 6. den: 30. října 2011
| Zápasy hrané v Sinan Erdem Dome                          | Zápasy hrané v Sinan Erdem Dome     | Zápasy hrané v Sinan Erdem Dome            | Zápasy hrané v Sinan Erdem Dome |
| Finále                                                   | Vítězky                             | Poražené                                   | Výsledek                        |
| -------------------------------------------------------- | ----------------------------------- | ------------------------------------------ | ------------------------------- |
| Finále                                                   | Liezel Huberová Lisa Raymondová [2] | Květa Peschkeová Katarina Srebotniková [1] | 6–4, 6–4                        |
| Finále                                                   | Petra Kvitová [3]                   | Viktoria Azarenková [4]                    | 7–5, 4–6, 6–3                   |
| Finále čtyřhry od 13:30 SEČ, finále dvouhry od 16:00 SEČ |                                     |                                            |                                 |